# Beitar Nes Tubruk
El Beitar Nes Tubruk (en hebreo: בית"ר נס טוברוק נתניה‎) es un equipo de fútbol de Israel que juega en la Liga Gimel.

## Historia
Fue fundado en el año 1939 en la ciudad de Netanya con el nombre Beitar Netanya donde en sus primeros años estuvo en las categorías bajas de Israel hasta que en 1961 llega a la segunda división nacional, donde estuvo por 16 años hasta que desciende en 1977. En 1981 regresa a la segunda división y en 1986 logra por primera vez el ascenso a la Liga Leumit, liga que en esos años era la primera división nacional, pero de la cual descendío tras una temporada luego de solo ganar tres partidos.
Estuvo en la segunda división hasta que desciende a la tercera categoría en la temporada 1991/92 y desaparece en 1993 luego de vender los derechos del club a un grupo de empresarios locales.
Al año siguiente el equipo es refundado con su nombre actual por idea de Arik Izikovich y el entrenador Shlomo Scharf con el fin de vender jugadores jóvenes a Europa con posibilidades de integrar la selección nacional.

## Logros
- Liga Artzit (2): 1939, 1985–86
- Liga Alef (3): 1960–61, 1980–81, 1984–85
- Liga Gimel (1): 1996–97
- Copa de Gimel (1): 2014-15